# 銀紋尾蜆蝶

銀紋尾蜆蝶（學名：Erynnis montana），又名
銀紋尾蜆蝶、小灰蛺蝶、臺灣小灰蛺蝶、小灰挾蝶中部亞種、江崎小灰蛺蝶、花蜆蝶臺灣、普通銀蜆蝶、小灰挾蝶、臺灣尾蜆蝶。是一種隸屬於蜆蝶科，體型小巧但外型醒目的蝴蝶，分布於東洋界。

## 形態描述
以下摘自查爾斯·湯瑪斯·賓厄姆1905年所著《英屬印度動物誌，包括錫蘭與緬甸，蝴蝶卷》，第一冊：

雄蝶：翅背面與 D. dipaea 的底色與斑紋極為相似，但後翅的斑紋較寬且較模糊，翅葉末端有一條短短的絲狀黑色尾突，邊緣帶白。翅腹面比 D. dipaea 更為明亮的棕色；斑紋也非常相似，但寬度為其兩倍。 *展翅寬度：38–49 毫米 *棲地：從穆里（Murree）至不丹的喜馬拉雅山區；阿薩姆、卡西丘陵與詹提亞丘陵。 *幼蟲：外型略呈潮蟲形，淡翠綠色，背部有兩條藍線，覆蓋些許短毛，取食禾本科植物與山區竹類。 *蛹：淡綠色，橫向有較深綠色的格紋。頭部為二裂狀，前端平坦，下方具角度。

- D. e. eugenes：分布於錫金至阿薩姆、緬甸、西藏、喜馬拉雅山（西至穆里）、東北印度（丘陵地區）、北泰國、中南半島、西中國。
- D. e. chaseni Corbet, 1941 ：分布於馬來半島。
- D. e. venox Fruhstorfer, 1912 ：分布於錫金、阿薩姆、雲南。
- D. e. esakii Shirôzu, 1953 ：分布於台灣。
- D. e. formosana Matsumura, 1919：分布於台灣。

## 分布
台灣地區有兩亞種，D. e. formosana分布於桃園以北中低海拔地區，D. e. esakii分布於本島中南部中低海拔地區。